# Conophytum hians
Conophytum hians är en isörtsväxtart som beskrevs av Nicholas Edward Brown. Conophytum hians ingår i släktet Conophytum, och familjen isörtsväxter. Inga underarter finns listade i Catalogue of Life.

## Bildgalleri

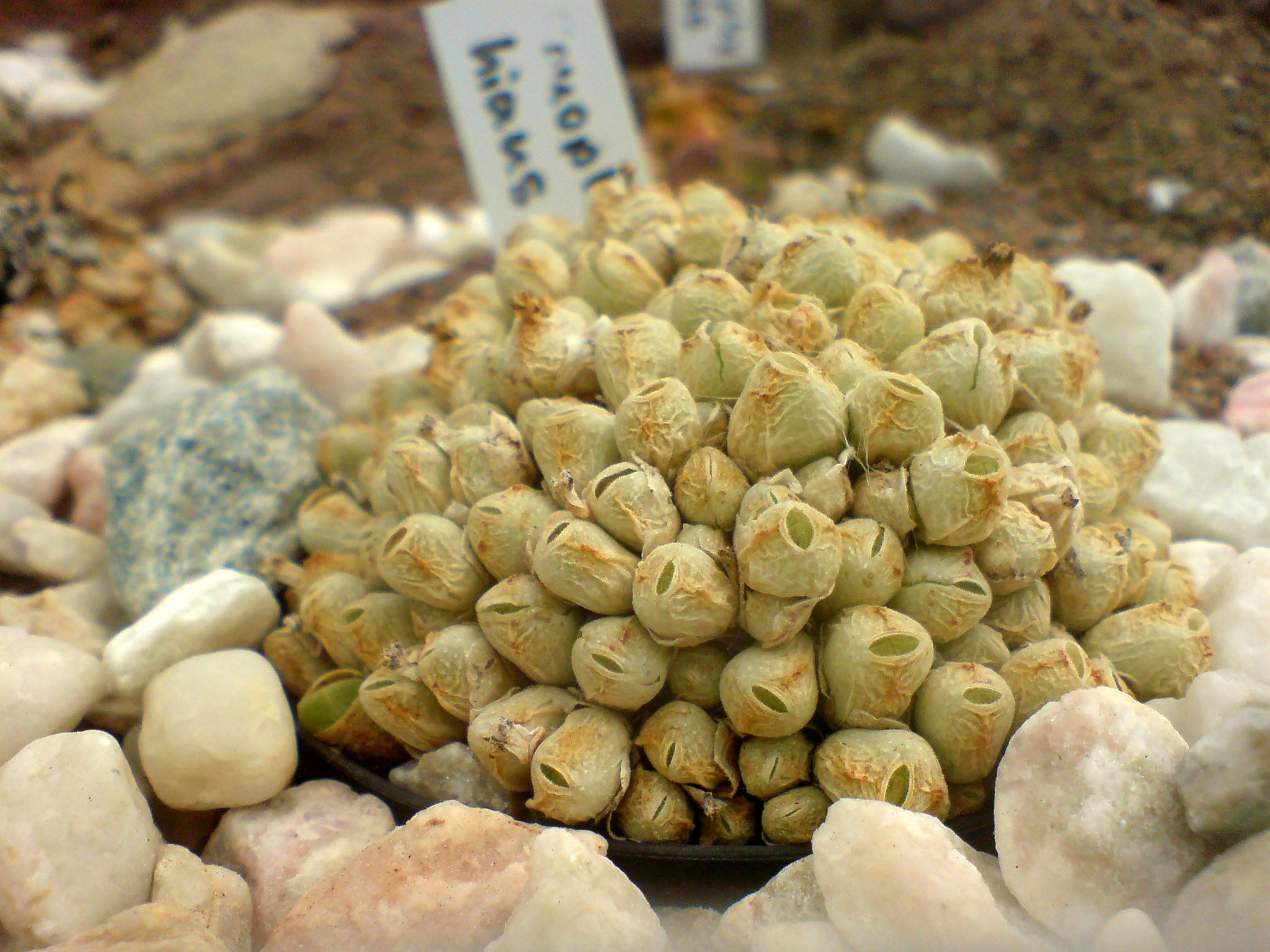
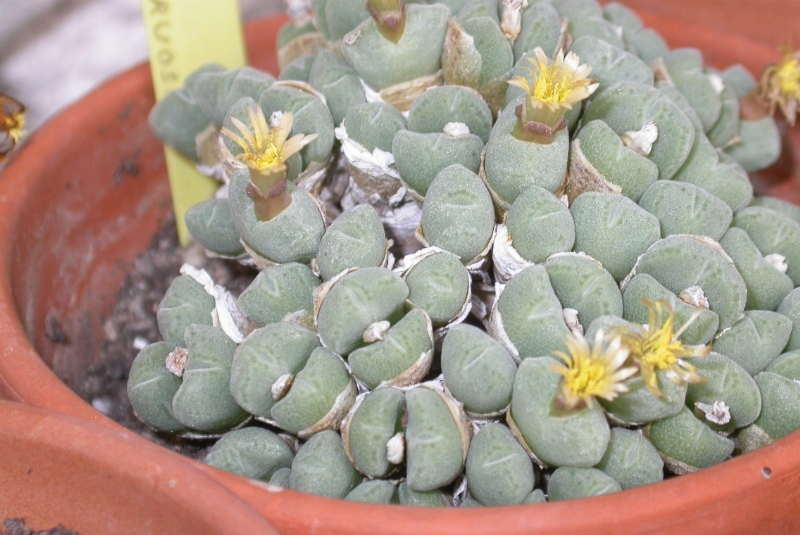